# Klaus Scheer
Klaus Scheer (* 4. Oktober 1950 in Siegen) ist ein ehemaliger deutscher Fußballspieler und heutiger -trainer.

## Spielerkarriere

### Verein
Der gebürtige Siegener (Stammverein BC Eintracht Siegen) spielte für die Sportfreunde Siegen und zwischen 1969 und 1975 für den FC Schalke 04 (165 Spiele / 38 Tore). Dabei feierte Klaus Scheer seine größten Erfolge 1972: Vizemeister und Deutscher Pokalsieger. Zum Rekordergebnis von 5:0 im Finale gegen den 1. FC Kaiserslautern steuerte er das 2:0 bei. Seinen persönlichen Höhepunkt erlebte Klaus Scheer am Abend des 1. September 1971. An diesem Spieltag wurde er beim Schalker 6:2-(4:0)-Heimsieg über den 1. FC Köln zum „Helden des Abends“. Scheer schoss fünf der sechs Schalker Tore, darunter alle vier bis zur Schalker Pausenführung. Beim großen Bundesliga-Skandal von 1971, der nach der Vizemeisterschaft zum Verfall der Schalker Mannschaft führte, blieb er unbelastet.
1975 wechselte er zum 1. FC Kaiserslautern, wo er bis 1977 blieb (41 Spiele / 0 Tore) und das Finale im DFB-Pokal 1975/76 erreichte, in welchem der Hamburger SV mit 2:0 die Oberhand behielt.
Er spielte noch von 1977 bis 1979 für Westfalia Herne in der Zweiten Liga, mit der den zwölften und fünften Platz am jeweiligen Saisonende einnahm.

### Nationalmannschaft
Scheer bestritt von 1970 bis 1973 fünf Länderspiele für die U23-Nationalmannschaft. Er debütierte am 14. Oktober in Leicester bei der 1:3-Niederlage gegen die Auswahl Englands und bestritt seinen letzten Einsatz als Nationalspieler ebenfalls am 14. Oktober in Mülhausen bei der 0:1-Niederlage gegen die Auswahl Frankreichs.

## Trainerlaufbahn
In der Saison 1991/92 war Scheer Trainer der Sportfreunde Siegen, von 1994/95 des 1. FC Saarbrücken und 1998/99 des FC Remscheid. Von 1999 bis 2001 war er in Österreich bei Austria Lustenau tätig, 2002/03 trainierte er die SV Elversberg, und in der Saison 2003/04 war er Trainer von Borussia Fulda und des 1. FC Eschborn. Den 1. FC Eschborn führte Scheer in der Saison 2004/05 in die Regionalliga. Diesen Verein musste er allerdings vier Wochen vor Saisonbeginn verlassen, erst in der Winterpause übernahm er nach einigen Querelen wieder das Traineramt beim Regionalligisten und beendete die Serie. Den FC Eschborn verließ er jedoch nach der Saison, da sich der Regionalliga-Absteiger mit abgespecktem Etat den Trainer sowie diverse Spieler und Funktionäre nicht mehr leisten konnte. Von 2007 bis 2010 trainierte er in der Bayernliga die SpVgg Bayreuth, mit der er 2008 die Meisterschaft errang. Wegen der fehlenden wirtschaftlichen Leistungsfähigkeit wurde dem Verein jedoch die Lizenz für die Regionalliga Süd verweigert. Zwischen dem 1. Juli 2010 und 19. September 2011 war Scheer Trainer des Bayernligisten 1. FC Schweinfurt 05. Von Januar bis April 2012 trainierte Scheer erneut den Bayernligisten SpVgg Bayreuth.